# Banca del Monte di Bologna
La Banca del Monte di Bologna è stata una banca italiana con sede a Bologna.

## Storia
Il monte di pietà di Bologna venne costituito nel 1473 dal mercante Giovanni Bolognini su ispirazione del francescano Michele Carcano.
La sede era all'angolo fra l'odierna via Farini e il Pavaglione.
L'intenzione era quella che i ceti umili in difficoltà non si rivolgessero agli usurai per crediti al consumo, e infatti il prestito su pegno avveniva senza interessi.
Dal 1515 al prestito venne applicato un interesse, che oscillò fra il 3 e il 5% per tutta l'età moderna.
Dopo un secolo dalla fondazione, furono fondate quattro filiali in città e quattro nel contado, a Budrio, Castel San Pietro, San Giovanni in Persiceto e Castel Bolognese.
Nello stesso periodo il Monte svolgeva i servizi di riscossione e tesoreria per il Comune di Bologna, inoltre gestiva la tesoreria per le opere pie.
Alla fine del Seicento furono fondati anche i Monti della Seta e della Canapa per finanziarie mediante anticipazioni su merci le rispettive industrie, allora le più importanti della Città.
Con l'occupazione francese, nel 1796, il Monte fu chiuso e dovette versare un ingente somma a titolo di "preda di guerra" ai Francesi.
Nel 1802 il Monte fu riaperto, ma con dimensioni molto ridotte, e solo alla fine dell'Ottocento tornò ad aprire delle filiali.
Nel Novecento l'espansione continuò e nel 1964 il Monte di Bologna si fuse con quello di Ravenna, dando vita alla Banca del Monte di Bologna e Ravenna.
Nel 1991 la Banca si fuse a sua volta con la Cassa di Risparmio di Modena, per dar vita alla Carimonte Banca. Infine nel 1995 è avvenuta la fusione con il Credito Romagnolo che ha portato alla nascita del Rolo Banca 1473, che nel 1998 è confluita nell'Unicredito Italiano.